# SN 2005bc
A SN 2005bc foi uma supernova de tipo Ia, que ocorreu na galáxia espiral barrada NGC 5698, na constelação de Boötes. SN 2005bc foi descoberta a 2 de abril de 2005 por Tim Puckett e L. Cox.

## Descoberta
A supernova apresentava uma magnitude de 16,4, pela altura da descoberta, aumentando depois a sua magnitude até cerca de 15,3 (no espectro visível), uma semana após. A meio de maio, a supernova já só apresentava uma magnitude de 17.
A galáxia onde ocorreu, NGC 5698, está localizada a 200 milhões de anos-luz da Terra. Isto coloca a magnitude absoluta da supernova em valor próximos de −18.6, magnitude fraca para um evento do tipo Ia.
A estrela progenitora era uma anã branca, que excedeu o limite de Chandrasekhar.